# Coelorinchus biclinozonalis
Coelorinchus biclinozonalis är en fiskart som beskrevs av Arai och Mcmillan 1982. Coelorinchus biclinozonalis ingår i släktet Coelorinchus och familjen skolästfiskar. Inga underarter finns listade i Catalogue of Life.